# Kostelec (kraj hradecki)
Kostelec – gmina w Czechach, w powiecie Jiczyn, w kraju hradeckim. Według danych z dnia 1 stycznia 2014 liczyła 42 mieszkańców.